# Pasquale Festa Campanile
Pasquale Festa Campanile (Melfi, 28 luglio 1927 – Roma, 25 febbraio 1986) è stato un regista, sceneggiatore e scrittore italiano.
Attivo come cineasta e romanziere, fu un prolifico regista che spaziò, nel corso della sua lunga carriera, in diversi generi, in particolar modo nella commedia all'italiana.

## Biografia
Nacque a Melfi, in provincia di Potenza, il 28 luglio del 1927, figlio di Raffaele Festa Campanile e di Olga Pappadà. Nel 1936, all'età di nove anni, si trasferisce con la famiglia a Roma dove comincia a lavorare come giornalista e critico letterario. Nel 1947 diventa redattore della rivista La Fiera Letteraria, mentre nel 1948 riceve il premio letterario La Caravella e nel 1951 il premio Marzotto per il giornalismo. In questo periodo, si dedica anche alla radio e, successivamente, alla televisione.
Si introduce nel mondo di Cinecittà come sceneggiatore in Faddija - La legge della vendetta (1950) di Roberto Bianchi Montero e ritorna nel mondo del cinema nel 1955 per il soggetto e la sceneggiatura de Gli innamorati di Mauro Bolognini, pellicola che vinse il Nastro d'argento. Nel 1956, collabora alla realizzazione di Poveri ma belli di Dino Risi. Nel 1957 pubblica il suo primo romanzo, ispirato a episodi autobiografici, La nonna Sabella, che gli vale i premi Re degli amici e Corrado Alvaro. Il libro desta curiosità nell'ambiente del cinema, tanto che Dino Risi ne realizza un film che avrà anche un seguito l'anno successivo (La nipote Sabella), diretto da Giorgio Bianchi.
Successivamente arrivano anche sceneggiature di pellicole prestigiose quali Rocco e i suoi fratelli e Il Gattopardo di Luchino Visconti, La viaccia di Mauro Bolognini e Le quattro giornate di Napoli di Nanni Loy, per le quali, momentaneamente, mette da parte la letteratura. Dal 1963 passa alla regia, girando con alterni risultati numerosi film, spaziando dal drammatico alla commedia all'italiana, dalla satira al film in costume.
Il suo esordio registico è Un tentativo sentimentale (1963), diretto assieme a Franciosa, con il quale dirige, in seguito, anche Le voci bianche (1964). La costanza della ragione (1965), tratto dall'omonimo romanzo di Vasco Pratolini, è il primo film in cui è accreditato come unico regista. Dirige altri film come le commedie all'italiana La matriarca (1968), con Catherine Spaak e Jean-Louis Trintignant, e Il merlo maschio (1971), con Laura Antonelli e Lando Buzzanca.
Nel 1973 realizza Rugantino, trasposizione cinematografica dell'omonima commedia musicale di Garinei e Giovannini, con Adriano Celentano come protagonista. Celentano sarà protagonista anche di altri film del regista come L'emigrante (1973), Qua la mano (1980) e Bingo Bongo (1982).
Dal 1975 in poi ritorna alla letteratura pubblicando altre opere narrative, alcune delle quali sono state poi da lui stesso adattate per lo schermo: tra queste, La ragazza di Trieste, Il ladrone, Premio Campiello Il peccato premio nazionale Rhegium Julii per la narrativa, Conviene far bene l'amore. Per amore, solo per amore (Premio Campiello 1984) è stato invece portato sul grande schermo da Giovanni Veronesi nel 1993.
Dirige nel 1976 Il soldato di ventura, con Bud Spencer e Enzo Cannavale, in cui viene riletta in chiave ironica la disfida di Barletta e Autostop rosso sangue nel 1977, con Franco Nero e Corinne Cléry, un film insolito della sua carriera, un thriller che non fu esente da censure, in particolare all'estero. Torna alla commedia con Come perdere una moglie... e trovare un'amante (1978), con Johnny Dorelli e Barbara Bouchet. Il corpo della ragassa (1979), con Lilli Carati ed Enrico Maria Salerno, ottiene un discreto successo ma alcuni critici hanno contestato la regia e sceneggiatura, oltre alla recitazione della Carati.
Negli anni ottanta, Festa Campanile si dedica anche al delicato tema della transessualità in Nessuno è perfetto (1981), con Renato Pozzetto e Ornella Muti; la Muti recita il ruolo di uomo che ha cambiato sesso. Un altro film su tale tematica è Più bello di così si muore (1982), con Enrico Montesano nel ruolo di un travestito. Il petomane (1983) è una delle sue commedie più note, ispirata alla vita dell'artista francese Joseph Pujol, noto come "Le Pétomane", nel film interpretato da Ugo Tognazzi.

### Morte
Il regista muore presso la clinica Sanatrix a Roma, all'età di 58 anni, per le complicazioni di un tumore al fegato. Riposa nel cimitero di Lariano.

## Vita privata
Fu sposato in prime nozze con la pittrice Anna Salvatore e, per un certo periodo, è stato legato sentimentalmente alle attrici Maria Grazia Spina, Catherine Spaak e Lilli Carati. Si unì poi in matrimonio con la dirigente pubblica e scrittrice Rosalba Mazzamuto; il matrimonio durò fino alla morte del regista.

## Filmografia

### Regista e sceneggiatore
- Un tentativo sentimentale, co-regia di Massimo Franciosa (1963)
- Le voci bianche, co-regia di Massimo Franciosa (1964)
- La costanza della ragione (1964)
- Una vergine per il principe (1965)
- Adulterio all'italiana (1966)
- La cintura di castità (1967)
- Il marito è mio e l'ammazzo quando mi pare (1967)
- La ragazza e il generale (1967)
- La matriarca (1968)
- Scacco alla regina (1969)
- Dove vai tutta nuda? (1969)
- Quando le donne avevano la coda (1970)
- Con quale amore, con quanto amore (1970)
- Il merlo maschio (1971)
- Quando le donne persero la coda (1972)
- La calandria (1972)
- Jus primae noctis (1972)
- L'emigrante (1973)
- Rugantino (1973)
- La sculacciata (1974)
- Conviene far bene l'amore (1975)
- Dimmi che fai tutto per me (1976)
- Il soldato di ventura (1976)
- Autostop rosso sangue (1977)
- Cara sposa (1977)
- Come perdere una moglie... e trovare un'amante (1978)
- Domenica, episodio di Sabato, domenica e venerdì (1979)
- Il corpo della ragassa (1979)
- Gegè Bellavita (1979)
- Il ritorno di Casanova (1980)
- Il ladrone (1980)
- Qua la mano (1980)
- Nessuno è perfetto (1981)
- Culo e camicia (1981)
- Manolesta (1981)
- Bingo Bongo (1982)
- La ragazza di Trieste (1982)
- Più bello di così si muore (1982)
- Porca vacca (1982)
- Un povero ricco (1983)
- Il petomane (1983)
- Uno scandalo perbene (1984)

### Sceneggiatore
- Faddija - La legge della vendetta, regia di Roberto Bianchi Montero (1949)
- Gli innamorati, regia di Mauro Bolognini (1955)
- Terrore sulla città, regia di Anton Giulio Majano (1957), soggetto
- La donna che venne dal mare, regia di Francesco De Robertis (1957)
- La nonna Sabella, regia di Dino Risi (1957)
- Poveri ma belli, regia di Dino Risi (1957)
- Belle ma povere, regia di Dino Risi (1957)
- Il cocco di mamma, regia di Mauro Morassi (1957)
- Vacanze a Ischia, regia di Mario Camerini (1957)
- Giovani mariti, regia di Mauro Bolognini (1958)
- Ladro lui, ladra lei, regia di Luigi Zampa (1958)
- Totò e Marcellino, regia di Antonio Musu (1958)
- Tutti innamorati, regia di Giuseppe Orlandini (1958)
- Venezia, la luna e tu, regia di Dino Risi (1958)
- Ferdinando Iº re di Napoli, regia di Gianni Franciolini (1959)
- Il magistrato, regia di Luigi Zampa (1959)
- La cento chilometri, regia di Giulio Petroni (1959)
- Poveri milionari, regia di Dino Risi (1959)
- Rocco e i suoi fratelli, regia di Luchino Visconti (1960)
- Le tre "eccetera" del colonnello, regia di Claude Boissol (1960)
- L'assassino, regia di Elio Petri (1961)
- La viaccia, regia di Mauro Bolognini (1961)
- La bellezza di Ippolita, regia di Giancarlo Zagni (1962)
- Le quattro giornate di Napoli, regia di Nanni Loy (1962)
- Smog, regia di Franco Rossi (1962)
- Il Gattopardo, regia di Luchino Visconti (1963)
- In Italia si chiama amore, regia di Virgilio Sabel (1963), documentario
- Senza sole né luna, regia di Luciano Ricci (1963)
- Una storia moderna - L'ape regina, regia di Marco Ferreri (1963)

## Trasposizioni cinematografiche
- La nonna Sabella, regia di Dino Risi (1957)
- Conviene far bene l'amore, regia di Pasquale Festa Campanile (1975)
- Il ladrone, regia di Pasquale Festa Campanile (1980)
- La ragazza di Trieste, regia di Pasquale Festa Campanile (1982)
- Buon Natale... buon anno, regia di Luigi Comencini (1989)
- Per amore, solo per amore, regia di Giovanni Veronesi (1993)

## Opere
- La nonna Sabella (1957)
- Conviene far bene l'amore (1975)
- Il ladrone (1977)
- Il peccato (1980)
- La ragazza di Trieste (1982)
- Per amore, solo per amore (1984)
- La strega innamorata (1985)
- Buon Natale, buon anno (1986)
- La felicità è una cosa magnifica (2017)